# Фотонейтронний метод збагачення
Фотонейтро́нний ме́́тод збага́чення — метод радіометричного збагачення, заснований на вимірюванні щільності потоку нейтронів, що утворюються при ядерному фотоефекті (або фотоядерній реакції).

## Застосування
Фотонейтронний метод може бути застосований для широкого кола копалин, наприклад для берилієвих, марганцевих, мідних, мідно-цинкових, мідно-нікелевих, молібденових, олов'яних, вольфрамових і інших руд.